# Max Ohnefalsch-Richter

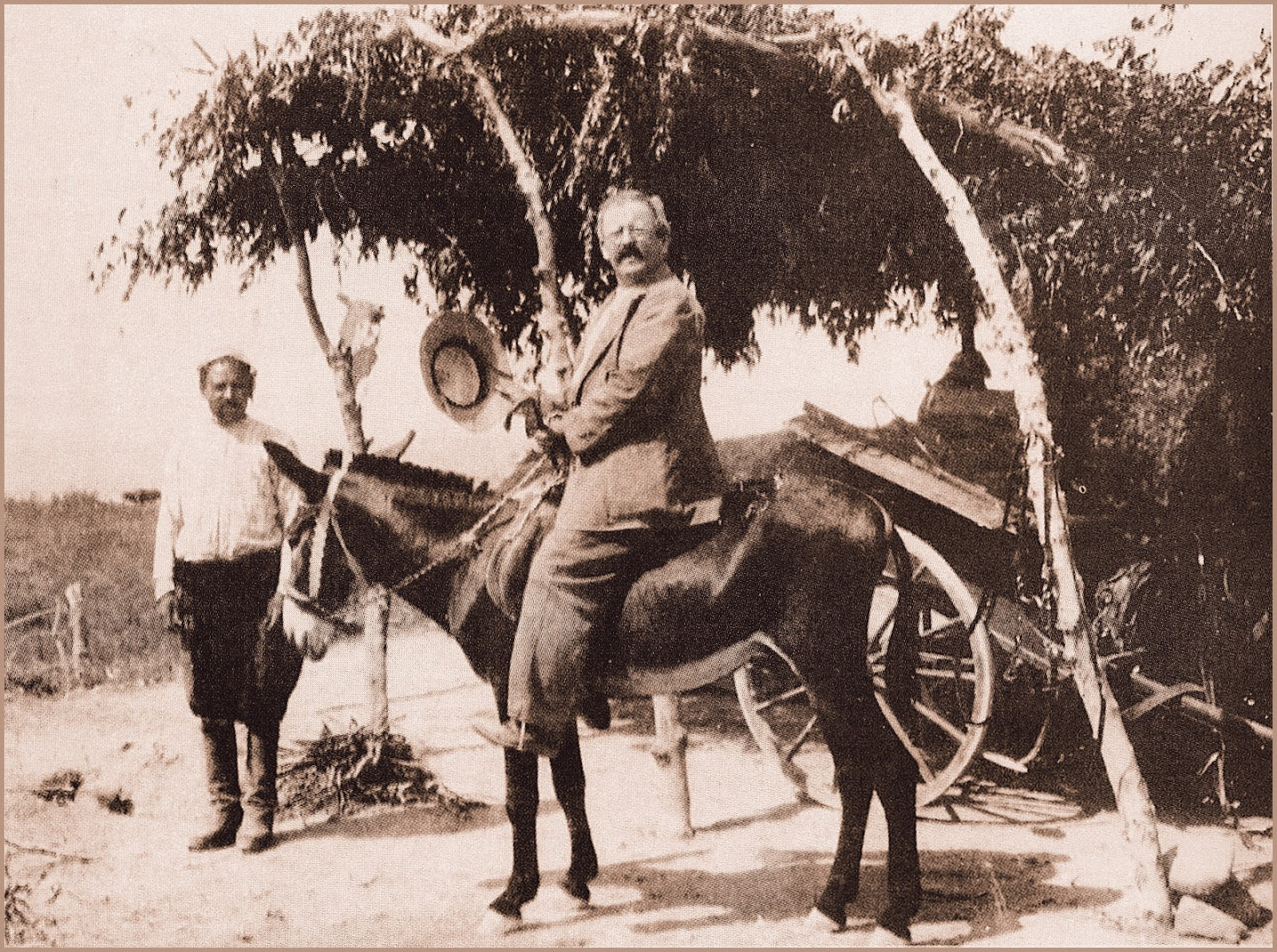
Max Ohnefalsch-Richter 1910 auf Zypern

Max Hermann Ohnefalsch-Richter (* 7. April 1850 in Sohland am Rotstein, Sachsen; † 6. Februar 1917 in Berlin) war ein deutscher Archäologe, der sich vor allem der Erforschung Zyperns widmete.

## Wissenschaftliche Arbeit
Ohnefalsch-Richter kam das erste Mal 1878 in das gerade britisch gewordene Zypern, beeindruckt durch die Entdeckungen Luigi Palma di Cesnolas. Seit 1880 führte er für das British Museum, London, Ausgrabungen durch. Bis 1889 grub er dann für wechselnde Auftraggeber mit dem Ziel, Antiquitäten zu bergen – nach heutigen Maßstäben eher Schatzgräberei als wissenschaftliche Untersuchung – und konzentrierte sich dabei auf Tempel und Heiligtümer. Er verkaufte, um sich selbst zu finanzieren, zyprische Antiquitäten an die Museen in Berlin, Düsseldorf, Karlsruhe, Königsberg, Leipzig, London und Mannheim.
Grabungsorte:
- Achna, Heiligtum
- Idalion, Astarte-Heiligtum
- Chytroi, Heiligtum
- Marion Stadt, Nekropole
- Pera, Stadt, Nekropole, Tempel
- Politiko
- Voni (Apollon-Heiligtum)
- Tamassos/Phrangissa

Er führte eine Zuordnung der Statuen zu den jeweilig verehrten Gottheiten durch und versuchte zwei Stilgruppen zu trennen, die er als graecophoenikisch (und „hässlich“) und kyprisch-griechisch identifizierte. Auch letztere zeigten jedoch assyrischen und ägyptischen Einfluss. Er hielt Zypern für das wichtigste Bindeglied zwischen dem Orient und Europa. Durch diese Brückenfunktion habe sich hier aber keine eigenständige Kultur entfalten können.

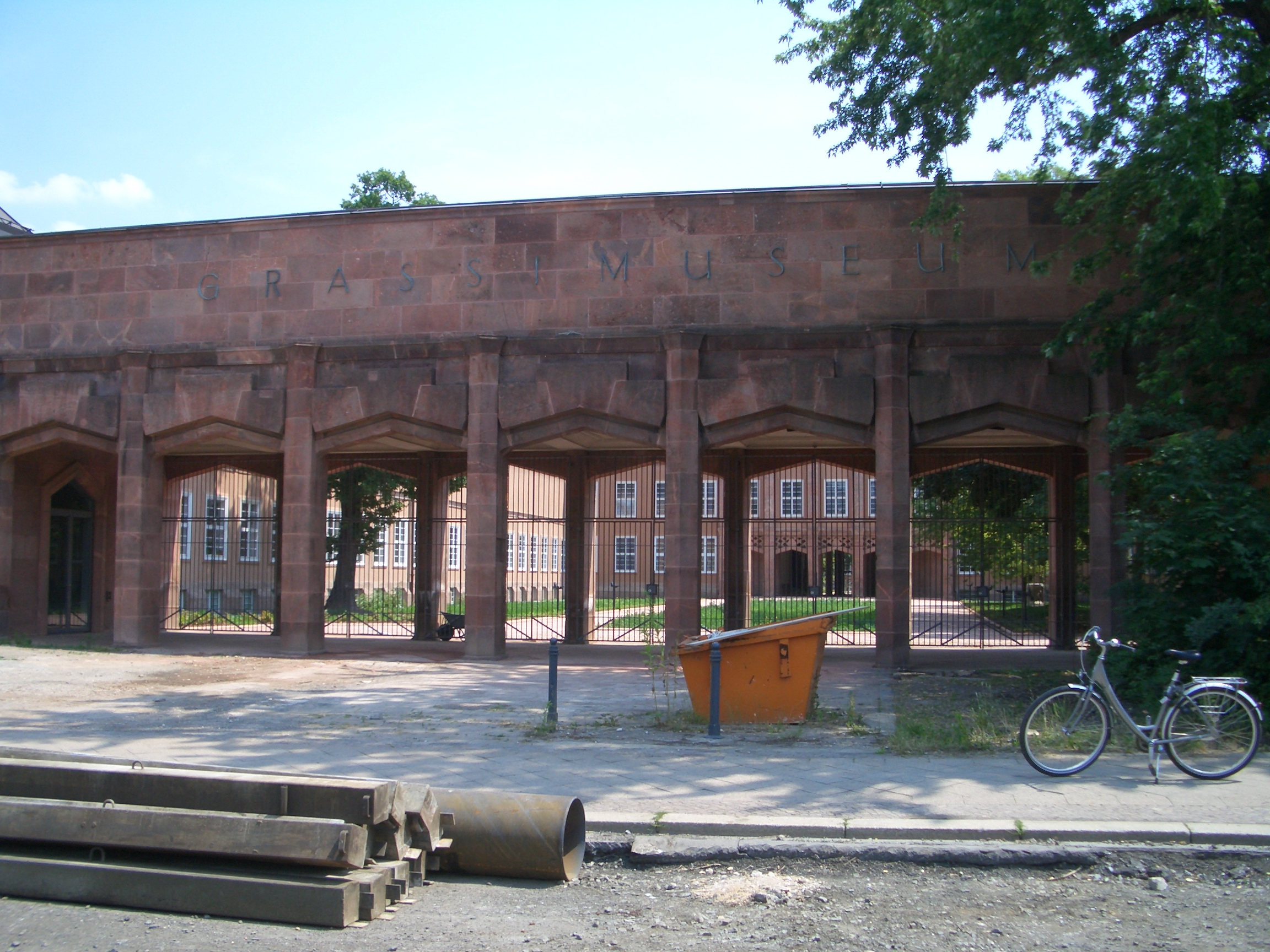
Das Grassi-Museum in Leipzig

Ohnefalsch-Richter war zeitweilig Superintendent of Excavations und Superintendent of Works der Forest Commission und gehörte zu den Gründern des 'Cyprus Museums' in Nikosia (1883), das er zusammen mit John L. Myres einrichtete. Dieses wurde am 15. Juni 1882 nach einer Eingabe des Kadis Sofronios (Erzbischof) und des Muftis von Zypern begründet. Dem 1883 eingerichteten Beirat gehörten außer dem Hochkommissar Sir Robert Biddulph auch Lord Kitchener und Leutnant Hugh Montgomery Sinclair als Sekretär an. Seit 1889 war es in der Victoria Street untergebracht, in einem Haus, das zuvor den Schwestern des Lateinischen Konvents gehört hatte. Weiterhin will er nach eigenen Angaben auf der Insel auch eine Zeitung (The Owl) begründet haben.
Für seine reiche Sammlung zypriotischer Altertümer hätte er gerne eine eigene Abteilung eingerichtet, entweder im Museum für Völkerkunde zu Leipzig oder im Antiquarium der königlichen Museen in Berlin. Als dies scheiterte, zeigte er die Funde zum Beispiel 1896 auf der Berliner Gewerbeausstellung. Die Sammlung wurde 1898 durch den Mäzen Valentin Weisbach für das Leipziger Museum für Völkerkunde erworben und ab 1927 im Grassimuseum am Johannisplatz ausgestellt. 1944 wurde das Museum ausgebombt, dabei kam es auch zu schweren Schäden an der zypriotischen Sammlung. Sie gelangte 1974 in das Berliner Museum für deutsche Geschichte, wo sie restauriert wurde, und befindet sich heute im Museum für Vor- und Frühgeschichte in Berlin. Sie gilt als eine der wichtigsten Sammlungen zypriotischer Altertümer außerhalb Zyperns.

## Werke
- Mitteilungen aus Zypern III. Heiligtum des Apollon bei Voni. In: Athenische Mitteilungen. Band 9, 1884, S. 127ff.
- Cyprische Vase aus Athienu. In: Jahrbuch des Deutschen Archäologischen Instituts. Band 1, 1886, S. 79–82.
- District II.-Idalion. In: The Owl. 1888, S. 41ff.
- Das Museum und die Ausgrabungen auf Zypern seit 1878, I, II, III. In: Repertorium für Kunstwissenschaft. Band 9, 1886, S. 193ff., 309ff., 456ff.
- Topographical studies in Cyprus, District II.-Idalion. Ancient Idalion and Neighbourhood. In: The Owl. 1888, S. 54ff.
- District II.-Idalion. New Discoveries at the most celebrated Temenos of Aphrodite. In: The Owl. 1888, S. 59ff.
- Die antiken Cultusstätten auf Kypros. Berlin 1891; zugleich: Dissertation, Leipzig 1891
- Parallelen in den Gebrächen der alten und der jetzigen Bevölkerung von Zypern. In: Zeitschrift für Ethnologie. Band 23, 1891 (Verhandlungen), S. 34–43.
- Kypros, die Bibel und Homer. Beiträge zur Cultur-, Kunst- und Religionsgeschichte des Orients im Alterthume; mit besonderer Berücksichtigung eigener zwölfjähriger Forschungen und Ausgrabungen auf der Insel Cypern. Berlin 1893.
- Kypros, the Bible and Homer. Oriental civilisation, art and religion in Ancient Times, elucidated by the author’s own researches and excavations during twelve years’ work in Cyprus. London 1893.
- Græco-Phoenician Architecture in Cyprus: with Special Reference to the Origin and Development of the Ionic Volute. London 1895.
- Neues über die auf Cypern mit Unterstützung Seiner Majestät des Kaisers, der Berliner Museen und der Rudolf-Virchow-Stiftung angestellten Ausgrabungen. In: Zeitschrift für Ethnologie. Band 31, 1899, (Verhandlungen), S. 29ff., 298ff.
- mit John L. Myres: A catalogue of the Cyprus Museum with a chronicle of excavations undertaken since the British occupation and introductory notes on Cypriot archaeology. Clarendon Press, Oxford 1899.
- Kyprische Bildwerke. In: Athenische Mitteilungen. Band 40, 1915, S. 53ff.